# Крестовка (Ілецький район)
Кресто́вка (рос. Крестовка) — село у складі Ілецького району Оренбурзької області, Росія.

## Населення
Населення — 180 осіб (2010; 258 у 2002).
Національний склад (станом на 2002 рік):
- росіяни — 88 %